# Конвер CV-240 Серија
Конвер CV-240 Серија су путнички авиони које је производила америчка фабрика авиона (енгл. Convair) у периоду од 1947. до 1956. године. У овој фамилији авиона се налазе авиони ознака од CV-240 до CV-5800. Намењени су за кратке и средње линије ваздушног путничког саобраћаја.

## Пројектовање и развој
Непосредно после Другог светског рата, у време када је свет био презасићен, захваљујући огромним ратним вишковима, релативно јефтиним авионима Даглас DC-3, ваздухопловна компанија Америкен ерлајнс (енгл. American Airlines) обнародовала је свој захтев за авион који би био бољи и ефикаснији у експлоатације од DC-3. Корпорација Конвер (енгл. Consolidated Vultee Aircraft Convair) од 1954. ради у саставу компаније Џенерал Дајнамикс (енгл. General Dynamics) је понудила свој модел двомоторног путничког авиона са 30 путника Конвер Модел 110 који је први пут полетео 8. јула 1946. године. Прилагођавањем Модела 110 захтевима Америкен ерлајнса настао је Конвер CV-240 са 40 путника, вероватно најуспешнији кратколинијски авион тога доба. Авион је први пут полетео 16. марта 1947. године а комерцијално коришћење му је почело 1. јуна 1948. године. Од тада па до данашњег дана он успешно лети преко 60 година, што доказује његов несумњиви квалитет. Успех Конвер  који је са војним верзијама произведен у 566 примерака, утро је пут развоју новог авиона чији је труп био дужи за 1,37 m, са 44 путника и нешто снажнијим моторима. Тај нови авион Конвер CV-340 је први пут полетео 5. октобра 1951. године а произведен је у 311 примерака, он већ представља авион намењен средње линијском транспорту. Даљим усавршавањем настао је авион Конвер CV-440 коме је повећан долет, број путника до 56, побољшана аеродинамика, затим звучна изолација кабине а тиме и већи комфор путника, опремљен је бољом радио и навигационом опремом а уграђен му је и метеоролошки радар што је са своје стране утицало на повећање безбедности лета. Конвер CV-440 је произведен у 199 примерака.

### Варијанте авиона Конверсерије
У серији авиона Конвер CV-240 постоје три основна типа авиона CV-240/340 или 440 остали типови обележени ознакама CV-540/580/600/640 и 5800 су настали конверзијом постојећих основних типова, произведених и коришћених примерака авиона код којих су клипни радијални мотори, којима су истекли ресурси, замењени турбоелисним моторима.
- - основни тип произведен у 566 примерака,
- - основни тип произведен у 311 примерака,
- - основни тип произведен у 199 примерака,
- - извршена конверзија модела  у  уградњом турбоелисног мотора Напиер, на 10 примерака 1955. године,
- - извршена конверзија модела  у  уградњом турбоелисног мотора Алисон, на 170 примерака 1960. године,
- - извршена конверзија модела  у  уградњом турбоелисног мотора Ролс Роис, на 38 примерака 1965. гпдине,
- - извршена конверзија модела  у  уградњом турбоелисног мотора Ролс Роис, на 27 примерака 1967. године,
- - извршена конверзија модела  у  уградњом турбоелисног мотора Алисон и повећана дужина трупа на 29,18m и број путника на 78, на 4 примерка 1992. године,

Поред наведених цивилних верзија постоји неколико варијанти ових авиона развијени за војне потребе а то су:
- - авион изведен на основу  а служи у америчкој морнарици за обуку навигатора,
- - авион изведен на основу  а служи као транспортни војни авион,
- - авион изведен на основу  а служи као транспортни војни авион,
- - авион изведен на основу  а служи као транспортни војни авион,

## Карактеристике авиона Конверсерије
|                             |                 |                  |                  |                   |                   |                |                |                    |
| Капацитет путника           | до 40           | до 44            | до 52            | до 52             | до 56             | до 48          | до 56          | до 78              |
| Највећа тежина при узлетању | 18.956          | 21.320           | 21.320           | 26.371            | 26.371            | 20.956         | 25.855         | 22.576             |
| Долет                       | 2.900           | 2.940            | 3.106            | 4.773             | 4.773             | 3.058          | 3.138          | 2.730              |
| Брзина крстарења            | 435             | 457              | 483              | 550               | 550               | 497            | 483            | 523                |
| Дужина                      | 22,76           | 24,13            | 24,84            | 24,13             | 24,84             | 22,76          | 24,84          | 29,18              |
| Распон крила                | 27,79           | 32,12            | 32,12            | 32,12             | 32,12             | 27,79          | 32,12          | 32,12              |
| Висина авиона               | 8,21            | 8,58             | 8,58             | 8,58              | 8,89              | 8,21           | 8,89           | 8,89               |
| Врста мотора                | клипни 18 цил.  | клипни 18 цил.   | клипни 18 цил.   | турбоелисни       | турбоелисни       | турбоелисни    | турбоелисни    | турбоелисни        |
| Произвођач мотора           | Прат&Витни      | Прат&Витни       | Прат&Витни       | Напиер            | Алисон            | Ролс Роис      | Ролс Роис      | Алисон             |
| Тип мотора                  |                 |                  |                  |                   |                   |                |                |                    |
| Снага мотора                | 1.490           | 1.790/1.865      | 1.865            | 2.285             | 2.800             | 2.033          | 2.255          | 3.430              |
| Први лет                    | 16. марта 1947. | 5. октобра 1951. | 6. октобра 1955. | 9. фебруара 1955. | 19. јануара 1960. | 20. маја 1965. | 1967           | 11. фебруара 1992. |
| Произведено/Конверзија      | 566             | 311              | 199              | 10 (К 340)        | 170 (K 340/440)   | 38 (К 240)     | 27 (K 340/440) | 4 (К 440)          |

## Земље које су користиле Авион
[[Датотека:Convair 640 N866TA Kitty Hawk Willow Run 19.07.92R edited-2.jpg|десно|мини|Изглед авиона Конвер -{CV-640}]]
- Алжир
- Аустралија
- Аустрија
- Белгија
- Боливија
- Бразил
- Велика Британија
- Етиопија
- Иран
- Јапан
- Југославија
- Јужна Африка
- Канада
- Колумбија
- Либија
- Мексико
- Немачка
- Нови Зеланд
- Пакистан
- Парагвај
- Пољска
- САД
- Саудијска Арабија
- Уругвај
- Филипини
- Финска
- Холандија
- Чиле
- Швајцарска
- Шведска
- Шпанија
- Шри Ланка

## Оперативно коришћење

### коришћење у свету
Конвер-и су произвођени и продавани у великим количинама и то углавном авио-компанијама у Северној Америци и Европи и представљали су окосницу кратко и средње линијског ваздушног саобраћаја дуги низ година. Након искључивања ових авиона из путничког саобраћаја већина ових авиона је претворена у карго верзије за превоз терета и данас се понегде користе, чак и верзије са клипним моторима. Конвер авионе је користило 46 авио-компанија широм света а војне верзије су коришћене у 9 земаља. Шездесетогодишњи стаж и велики број конверзија са клипних на економичнији турбоелисни погон говори о поузданости ових авиона. Један Конвер CV-240 је користио Џон Ф. Кенеди у председничкој кампањи 1960. године. Тај авион се чува и Националном музеју ваздухопловства у Вашингтону.

### коришћење код нас
Први авион Конвер  који је ЈАТ набавио од произвођача, долетео је у Београд почетком априла 1954. године а крајем марта 1955. слетела су још два авиона овога типа. Ови авиони су заменили авионе DC-3 на међународним линијама и то већ од половине 1954. године. ЈАТ је изабрао ове авионе јер су се у односу на остале који су се користили у то време одликовали већом носивошћу, повећаном удобношћу путовања, располагали су уређајем за одржавање константног притиска у кабини, био је опремљен модреним навигационим и радио уређајима и био је економичнији у експлоатацији у односу на остале авионе сличних карактеристика тога доба. Приликом посете Бурми јануара 1955. године Конвер-ом CV-340 летео је тадашњи председник Југославије Тито. Овим авионом ЈАТ је први пут остварио прекоморске летове тако је 19. априла 1955. године продужена линија Београд-Атина до Каира, а 21. априла 1955. године продужена је редовна линија Београд-Истанбул до Бејрута. После два удеса један у Бечу 10. октобра 1955. и други почетком 1956. године код Минхена, ЈАТ је током 1957. године своје авионе Конвер CV-340 заменио модернијим авионима Конвер CV-440 Метрополитен који је поред веће удобности и већег броја путника, имао метеоролошки радар који му је повећавао сигурност лета. Од 1954. до 1970. године ЈАТ је у својој флоти имао укупно 9 авиона Конвер CV-340 и CV-440, један од ових авиона је сачуван и налази се у Музеју југословенског ваздухопловства на аеродрому „Никола Тесла“ у Београду. Поред ЈАТ-а још једна југословенска авио-компанија Пан Адрија из Загреба користила је 2 авиона Конвер CV-440.